# Lewis Meraai Swartbooi
Levis Meraai Swartbooi (ur. 18 marca 1984 w Walvis Bay) – piłkarz namibijski grający na pozycji napastnika.

## Kariera klubowa
Karierę piłkarską Swartbooi rozpoczął w klubie Blue Waters Walvis Bay. W jego barwach zadebiutował w 2004 roku w namibijskiej Premier League. W 2006 roku odszedł do angolskiego CD Primeiro de Agosto, z którym w tamtym roku wywalczył mistrzostwo Angoli i zdobył Puchar Angoli. W 2008 roku wrócił do Namibii i został piłkarzem Orlando Pirates Windhuk. W 2009 roku zdobył z nim Puchar Namibii. W latach 2011–2017 występował w African Stars Windhuk. W sezonach 2012/2013 i 2013/2014 zdobył z nim krajowy puchar, a w sezonie 2014/2015 został mistrzem Namibii. W sezonie 2017/2018 grał w Orlando Pirates Windhuk, w którym zakończył karierę.

## Kariera reprezentacyjna
W reprezentacji Namibii Swartbooi zadebiutował w 2007 roku. W 2008 roku był powołany do kadry na Puchar Narodów Afryki 2008 i rozegrał tam 2 spotkania: z Marokiem (1:5) i z Gwineą (1:1). Od 2007 do 2012 rozegrał w kadrze narodowej 9 meczów.